# Depot von Kläden

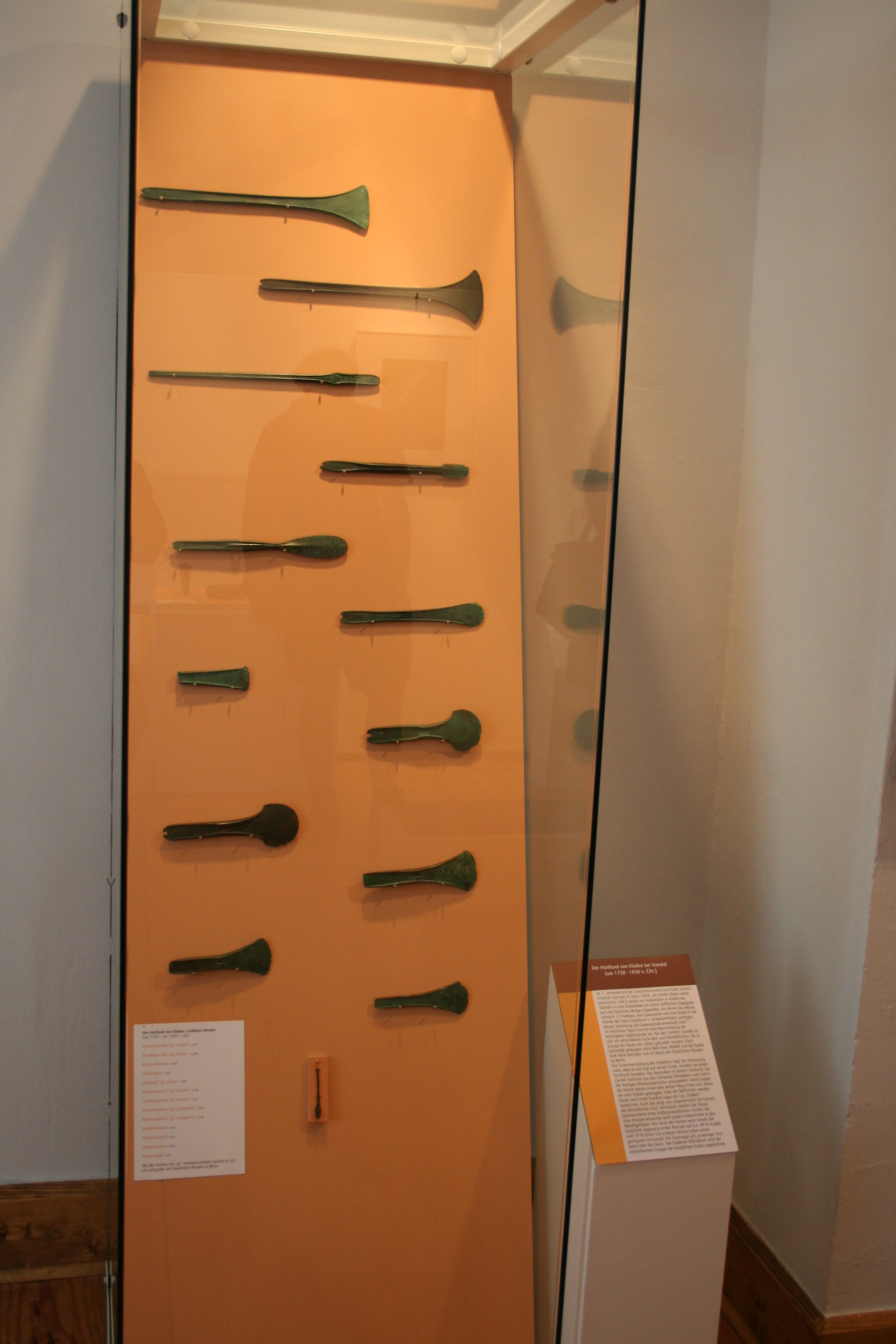
Das Depot von Kläden einschließlich der beiden Berliner Stücke in einer Sonderausstellung des Johann-Friedrich-Danneil-Museums in Salzwedel (2012)

Das Depot von Kläden (auch Hortfund von Kläden) ist ein möglicher Depotfund der frühbronzezeitlichen Aunjetitzer Kultur aus Kläden, einem Ortsteil von Bismark (Altmark) im Landkreis Stendal (Sachsen-Anhalt). Es datiert in die Zeit zwischen 1750 und 1650 v. Chr. Möglicherweise handelte es sich auch um Grabbeigaben.

## Fundgeschichte
Das Depot wurde im Herbst 1843 von einem Bauern bei Feldarbeiten, angeblich beim Abtragen eines Grabhügels, entdeckt. Der Großteil der Funde gelangte zunächst in die Privatsammlung des Domherrn von Lewetzow in Kläden. Heute ist der größere Teil der Sammlung im Besitz des Johann-Friedrich-Danneil-Museums in Salzwedel, zwei Stücke gehören dem Museum für Vor- und Frühgeschichte in Berlin.

## Zusammensetzung
Von den ursprünglich gefundenen Gegenständen gelangte nur „das Meiste“ in die Sammlung von Lewetzows, was impliziert, dass einige (evtl. unscheinbare oder nicht gut erhaltene) Stücke nicht aufgehoben wurden. Alle dokumentierten Gegenstände bestehen aus Bronze. Es handelt sich um acht Randleistenbeile und das Fragment eines weiteren, zwei Löffelbeile, einen Knickwandmeißel, das Fragment einer Rautenkopfnadel sowie eine Speerspitze. Die Speerspitze ist nicht erhalten, zwei Randleistenbeile befinden sich in Berlin, die restlichen Stücke in Salzwedel.
Eine Materialanalyse durch Knut Rassmann ergab, dass für die einzelnen Stücke unterschiedliche Bronzearten verwendet worden waren. Während einige Stücke einen typischen Zinn-Anteil von bis zu 10 Prozent enthielten, wiesen andere Stücke einen deutlich niedrigeren Zinngehalt auf.